# Frontières du Rwanda
Les frontières du Rwanda, pays enclavé à limite de l'Afrique de l'Est et de l'Afrique centrale, ne sont que terrestres, fluviales ou lacustres. Le Rwanda partage des frontières avec 4 pays: la République démocratique du Congo (à l'ouest), l'Ouganda (au nord), la Tanzanie (à l'est) et le Burundi au sud pour un total de 930 km.
- Frontière avec la république démocratique du Congo (ou Congo-Kinshasa), 221 km[1] dont une majeure partie traverse le lac Kivu
- Frontière avec l'Ouganda, 172 km[1]
- Frontière avec la Tanzanie, 222 km[1], intégralement le long de la rivière Kagera
- Frontière avec le Burundi, 315 km[1]